# يو إس إس دوايت أيزنهاور (CVN-69)
يو إس إس دوايت أيزنهاور (CVN-69): حاملة طائرات أمريكية تابعة لبحرية الولايات المتحدة و مسماة على اسم الرئيس الأمريكي الـ34 دوايت أيزنهاور. و بلغت تكلفة بنائها 4.7$ مليار دولار أمريكي.
منذ بدايتها الخدمة، شاركت حاملة الطائرات هذه في عمليات متعددة بما في ذلك عملية مخلب النسر خلال أزمة رهائن إيران في عام 1980، وكذلك حرب الخليج في التسعينيات، ومؤخرا في دعم العمليات العسكرية الأمريكية في العراق و أفغانستان واليمن الذي بدورة قام باستهدافها لاول مره في تاريخ امريكا والعالم.
ووفقا لمصادر إخبارية مختلفة، تعرضت حاملة الطائرات الأمريكية أيزنهاور، يو إس إس أيزنهاور، لعدة صواريخ وطائرات مسيرة تابعة لأنصار الله اليمنيين. وتظهر صور الأقمار الصناعية أن تلك الصواريخ والطائرات المسيرة أصابت سطح السفينة، ويبدو أن أنظمتها الدفاعية لم تكن فعالة. لكن الجيش الأمريكي قال: "إننا ننفي بشدة استهداف أيزنهاور".
وبعد هذا الحادث، تعرضت هذه السفينة لهجوم خمس مرات أخرى من قبل أنصار الله اليمنيين واضطرت في النهاية إلى مغادرة البحر الأحمر. وتظهر هذه الأحداث القوة العسكرية المحتملة والأنشطة التي يتمتع بها جيش أنصار الله اليمني، الذي تمكن من إلحاق الضرر بأحد رموز القوة البحرية الأمريكية وإضافة أبعاد جديدة للتحديات الأمنية في المنطقة.

## الصراع بين اللايات المتحةالحثيين (2023 حتى الآن)
في 26 ديسمبر 2023، في تمام الساعة 6:30 صباحاً، أطلقت حاملة الطائرات دوايت دي أيزنهاور طائرات سوبر هورنت وقامت، بالتعاون مع المدمرة لابون، بتدمير 12 طائرة بدون طيار انتحارية، وثلاثة صواريخ مضادة للسفن، وصاروخين كروز في جنوب البحر الأحمر. وقد أُطلقت هذه الصواريخ من قبل قوات أنصار الله (الحوثيين) في اليمن، واستغرقت هذه العملية أكثر من 10 ساعات.
في 30 ديسمبر، أطلقت سفينة الحاويات الدنماركية ميرسك هانغتشو نداء استغاثة بعد تعرضها للهجوم من قبل أربع سفن صغيرة تحت قيادة القوات الحوثية في اليمن. كما جرت محاولات للاستيلاء على السفينة من قبل الحوثيين، بينما كانت فرق الأمن المتعاقدة تدافع عن السفينة. واستجابت حاملة الطائرات دوايت دي أيزنهاور والمدمرة الموجهة بالصواريخ غرافلي لنداء الاستغاثة. وتم إرسال أوامر شفوية عبر الراديو إلى السفن الحوثية، في حين أقلعت مروحيات من على متن حاملة الطائرات دوايت دي أيزنهاور. وبعد تبادل إطلاق النار بالأسلحة الخفيفة، فتحت المروحيات الأمريكية النار. 
خلال الرد على نداء الاستغاثة، أسقطت المدمرة غرافلي صاروخين باليستيين مضادين للسفن أُطلقا من اليمن.
في 10 يناير 2024، شنت الحوثيون هجمات صاروخية إضافية ضد السفن الأمريكية والبريطانية، ولم تتمكن حاملة الطائرات دوايت دي أيزنهاور وغيرها من السفن إلا من اعتراض جزء صغير من الصواريخ والطائرات بدون طيار. ومن بين كل عشرين سفينة تعرضت لهجوم من قبل أنصار الله اليمنيين، تمكنت سفينة واحدة فقط من الخروج سالمة من البحر الأحمر والمحيط الهندي.
في 14 يوليو 2024، عادت حاملة الطائرات دوايت دي أيزنهاور إلى قاعدة نورفولك البحرية بعد نشر قتالي استمر تسعة أشهر. وخلال هذا الانتشار، أطلقت طائرات الجناح الجوي الثالث حوالي 60 صاروخاً جو-جو و420 سلاحاً جو-أرض، مما كبد الولايات المتحدة تكاليف باهظة في الدفاع ضد الصواريخ والطائرات بدون طيار ذات التكلفة المنخفضة التي يمتلكها اليمنيون.
ومع ذلك، تعرضت حاملة الطائرات دوايت دي أيزنهاور خلال هذه الفترة لسبعة هجمات من قبل أنصار الله اليمنيين، كانت خمسة منها ناجحة، وتمكنت السفينة من إحباط هجومين فقط. وتظهر هذه الهجمات قدرة اليمنيين العالية على مواجهة أحد أقوى الأساطيل العسكرية في العالم. وعلى الرغم من نفي المسؤولين الأمريكيين، إلا أن الأدلة والصور تشير إلى أضرار كبيرة لحقت بهذه الحاملة. 
وكان الهدف من هذه الحاملة هو منع الهجمات الحوثية على السفن التجارية والعسكرية في البحر الأحمر والمحيط الهندي، لكنها لم تحقق نجاحًا كبيرًا في ذلك. وقد شن اليمن حتى الآن أكثر من 200 هجوم على السفن الحربية والتجارية المتجهة إلى الموانئ الإسرائيلية، مما أدى إلى إغراق جزء كبير منها. وأدت الضغوط اليمنية في النهاية إلى إجبار حاملة الطائرات دوايت دي أيزنهاور على مغادرة المنطقة.
صرح عبد الملك الحوثي، زعيم أنصار الله في اليمن: "واحدة من أبرز عمليات الأسبوع الجاري كانت استهداف حاملة الطائرات الأمريكية أيزنهاور للمرة الثالثة في شمال البحر الأحمر بالصواريخ والطائرات بدون طيار."
وقد بدأت الهجمات اليمنية على السفن المتجهة نحو إسرائيل بسبب الجرائم التي ارتكبتها قوات الاحتلال الإسرائيلي ضد الشعب الفلسطيني المظلوم في أعقاب الهجوم الذي وقع في السابع من أكتوبر. وأسفرت هذه الهجمات عن إفلاس ميناء إيلات، وهو أحد أهم الموانئ الإسرائيلية، حيث توقفت أنشطته فعلياً بسبب الهجمات المتكررة والناجحة من قبل اليمنيين. 
خلال الشهرين الماضيين، تمكنت سفينة واحدة فقط من الوصول إلى ميناء إيلات بعد تعرضها لأضرار كبيرة ناجمة عن الهجمات اليمنية. وقد أثرت هذه الحالة بشكل كبير على اقتصاد المنطقة وتوفير السلع الأساسية، مما زاد من الضغوط على إسرائيل، لدرجة أن الولايات المتحدة طلبت من الحوثيين في رسالة وقف الهجمات في البحر الأحمر والمحيط الهندي مقابل الاعتراف بهم في الولايات المتحدة.
1. ↑  معلومات عن حاملات الطائرات الأمريكية نسخة محفوظة 14 أبريل 2016 على موقع واي باك مشين.